# Johan Björkman (1749–1824)
För andra betydelser, se Johan Björkman (olika betydelser).
Johan Björkman, född 27 januari 1749 i Kautokeino, död 17 december 1824 i Gällivare socken, var en svensk präst.
Björkman var son till kyrkoherden Johan Björkman och Catharina Tornberg samt dotterson till kyrkoherden Johannes Torberg. Som 16-åring började han studera vid Luleå stadsskola och blev student vid Uppsala universitet 1769. Han prästvigdes i Härnösand den 4 september 1774, varefter han tjänstgjorde som adjunkt hos fadern i Kautokeino och övertog tjänsten som nådårspredikant efter dennes död 1788. På samernas begäran övertog Björkman kyrkoherdetjänsten i Gällivare församling 1790 och innehade den fram till sin bortgång 1824.
Björkman var sedan 1780 gift med Catharina Charlotta Björk, som var dotter till kronofogden Carl Björk och Elsa Hedvig Bergudd. Makarna med fick tio barn. Sonen Johan Björkman efterträdde fadern som kyrkoherde, sonen Israel Björkman blev nybyggare Killingsuando) och sonen Nils Fredrik Björkman blev komminister i Kvikkjokk.